# Test de référence
Pour les articles homonymes, voir Gold Standard.
Un test de référence ou, en anglais, gold standard ou criterion standard, est le meilleur test disponible à un moment donné, notamment en médecine (diagnostic) ou en statistique (test d'hypothèse), pour établir la validité d'un fait. En raison de sa définition même, un test de référence est régulièrement remis en question et remplacé par un autre plus fiable lorsque c'est possible.

## Exemple
Si l'on veut évaluer l'efficacité de l'échographie pour diagnostiquer une appendicite et donc pour savoir si le test de l'échographie a une bonne spécificité et une bonne sensibilité, on compare les résultats de l'échographie (présence supposée ou non d'appendicite) à un test de référence qui va établir avec une forte fiabilité si oui ou non il y a appendicite, le test de référence diagnostique pourrait être dans ce cas la comparaison au scanner abdomino-pelvien.
La morphine, antalgique opioïde, comportant assez peu d'effets secondaires à faible dose mais créant une dépendance de l'utilisateur, est le comparatif de base à la plupart des dérivés opioïdes, du fait de son utilisation très documentée et bien connue, et de son caractère naturel. 
Les prothèses de hanche développées par Austin Moore furent tellement utilisées qu'elles sont aujourd'hui la référence dans le domaine de l'hémi-arthroplastie, de même que les prothèses totales Charnley à cimenter du fait de la disponibilité d'un recul important et d'une nombre important d'implantations pratiquées.
Les systèmes d'arthrodèses postérieures lombaires (PLIF) sont généralement citées comme le gold standard, du fait de leurs bons résultats à long terme, leur simplicité de mise en œuvre, et leur cout abordable.